# كمين نهر سوبات 2009
```
كان كمين 
نهر السوباط
 
2009
 معركة بين قبائل 
النوير
 
وجيش التحرير الشعبي السوداني
 الذي كان يرافق 
الأمم المتحدة
 قافلة مساعدات (UN) في 12 يونيو 2009.
```

## التفتيش وتبادل إطلاق النار
كانت قافلة الأمم المتحد تتألف من 27 بارجة متجهة على نهر سوبات من الناصر إلى كوبر في جنوب السودان بالقرب من الحدود مع أثيوبيا بعد هطول الأمطار التي غمرت الطرق كان النهر هو السبيل لنقل المساعدات في جميع أنحاء جنوب البلاد والتي عانت من (القتال القبلي)، تم إغلاق النهر نفسه في وقت سابق من العام بسبب التوتر المتزايد في المنطقة  وكانت مراكب الأمم المتحدة البالغ عددها (27 سفينة) بصحبة أربعة مراكب أخرى ولم يُسمح للصناديق باستخدام النهر إلا بعد مفاوضات مع مسؤولين حكوميين رفيعي المستوى، وافقوا على مرافقة من (150 رجلاً) من الجيش الشعبي لتحرير السودان. كانت القافلة تعمل تحت رعاية برنامج الغذاء العالمي التابع للأمم المتحدة وكان من المفترض أن تكون قد ساعدت في دعم حوالي (18,000 من بين 135,000) شخص نزحوا بسبب القتال الأخير الذي أودى بحياة المئات.
تم إيقاف القافلة على بعد حوالي (عشرة أو عشرين ميلاً) في إتجاه مجرى الناصر علي أيدي رجال قبائل (جيكاني نوير). وطالب رجال القبائل بتفتيش المراكب للتأكد من عدم شحن الأسلحة والذخيرة إلى خصومهم في (قبيلة لو نوير)
فتشوا سفينة واحدة وعثروا على الطعام فقط لكنهم فتحوا النار عندما حاولت بقية القافلة مواصلة رحلتها. أسفر الهجوم عن مقتل 40 جندياً سودانياً وجرح 30 آخرين. كما تم الإبلاغ عن مقتل العديد من النساء والأطفال بسبب إطلاق النار أو الغرق. تم نقل الجرحى إلى مستشفى أطباء بلا حدود في مدينة ناصر والذي استعد لقبول المزيد من الضحايا.

يُعتقد أن هذه هي المرة الأولى التي يتكبد فيها الجيش الشعبي لتحرير السودان خسائر كبيرة في أعمال العنف القبلية الأخيرة.

## ما بعد الكارثة
في ين أن 16 من مراكب الأمم المتحدة كانت قادرة على العودة إلى ناصر، لا يزال هنالك 11 شخص في عداد المفقودين ويعتقد أنهم غرقو أو نُهبوا فقد برنامج الأغذية العالمي 735 طناً من المساعدات الغذائية في الهجوم ونقل 10 أطنان من المساعدات إلى المنطقة في 13 يونيو. قد يكون الهجوم تم لمن وصول الإمدادات إلى قبيلة (نوير) التي يزعم أنها قتلت حوالي 70 من أفراد قبيلة (جيكاني نوير) في هجمات في مايو 2009. يُخشى أن يكون (لونوير) قد خطط لإضراب إنتقامي ضد (جيكاني نوير).
هناك خوف من تجدد القتال في المنطقة في أعقاب النهاية الأخيرة للحرب الأهلية السودانية الثانية والإنتخابات الوطنية المقبلة لعام 2010و إستفتاء عام 2011 لإستقلال جنوب السودان.
تعد الصدمات بين القبائل المتنافسة والتجمعات العرقية شائة في جنوب السودان وعادة على الماشية أو الوصول إلى الموارد الطبيعية. أسفر القتال في أيار / مايو 2009م في جنوب كردفان بين قبائل الرزيقات والمسيرية عن مقتل أكثر من 1000 شخص.